# Odds
In statistica, con il termine inglese odds si intende il rapporto tra la probabilità {\displaystyle p} di un evento e la probabilità che tale evento non accada, cioè la probabilità {\displaystyle 1-p} dell'evento complementare:
{\displaystyle {\frac {p}{1-p}}.}
Esempio: nella cittadina statunitense di Framingham, su un totale di 656 soggetti appartenenti alla classe di età fra 50 e 60 anni all'epoca della prima rilevazione, 130 di costoro svilupparono una coronaropatia, come rivelato dopo 12 anni da una visita posteriore  (Framingham Heart Study). La probabilità p dell'evento "sviluppo di una coronaropatia" è data dalla proporzione 130/656=0,20. L'odds di sviluppare una coronaropatia è: p/(1-p)=0,20/(1-0,20)=0,20/0,80=0,25; ossia, 1 a 4.
Il logaritmo naturale dell'odds {\displaystyle \operatorname {ln} \left({\frac {p}{1-p}}\right)} è detto logit.
Il rapporto tra due odds è detto odds ratio, ed entrambi i concetti vengono usati frequentemente nella statistica sanitaria.